# كرة السفلي (توت ندة)
كرة السفلی (بالفارسية: کره سفلی) هي قرية تقع في إيران في قسم توت ندة الريفي. يقدر عدد سكانها بـ 414 نسمة بحسب إحصاء 2016.